# Водоскидний колодязь
Водоскидний колодязь (рос.водосбросный колодец, англ. water sump, нім. Wasserüberschuβbrunnen m, Entlastungsbrunnen m) – у гірництві - пристрій на гідровідвалах для скиду проясненої води за його межі.